# پلدر
پُلدِر (Polder) یا زمین بازیافته، در هلند به زمین‌های پست و همواری گفته می‌شود که با بستن سد در مجاورت آن‌ها ایجاد شده باشند؛ و این موضوع را می‌توان یکی از فایده‌های سدسازی نامید زیرا خاک این زمین‌ها بسیار غنی بوده و نیاز به آبیاری ندارد به دلیل این که آب پشت سد رطوبتش را تأمین می‌کند.
پلدر در لغت زمینی که پایین‌تر از سطح دریا قرار گرفته‌است وسد بندی و خشک شده‌است.
سطح زمین در باتلاق‌های زهکشی شده با گذشت زمان کاهش می‌یابد. تمام پولدرها در نهایت در برخی از زمان‌ها یا در همه زمان‌ها زیر سطح آب اطراف خواهند بود. آب از طریق نفوذ و فشار آب‌های زیرزمینی یا بارندگی یا انتقال آب توسط رودخانه‌ها و کانال‌ها وارد پلدر پست می‌شود. این معمولاً به این معنی است که پولدر آب اضافی دارد که با باز کردن دریچه‌ها در جزر و مد به بیرون پمپاژ یا تخلیه می‌شود. باید مراقب بود که سطح آب داخلی خیلی پایین نباشد.
زمین پولدر که از زغال‌سنگ نارس تشکیل شده‌است (لند باتلاقی سابق) نسبت به سطح قبلی خود غرق می‌شود، زیرا زغال‌سنگ نارس هنگام قرار گرفتن در معرض اکسیژن هوا تجزیه می‌شود.
پولدرها همیشه در معرض خطر سیل هستند و باید مراقب حفاظت از دایک‌های اطراف باشد. دایک‌ها معمولاً با مواد موجود محلی ساخته می‌شوند و هر ماده خطرات خاص خود را دارد: شن و ماسه به دلیل اشباع شدن آب در معرض فروپاشی است. پیت خشک سبک‌تر از آب است و به‌طور بالقوه قادر به حفظ آب در فصول بسیار خشک نیست. برخی از حیوانات تونل‌هایی را در دیوار حفر می‌کنند و به آب اجازه می‌دهند تا به ساختار نفوذ کند. مشک به این فعالیت معروف است و به همین دلیل در برخی کشورهای اروپایی شکار می‌شود.
پلدرها معمولاً در دلتاهای رودخانه‌ها، مناطق ساحلی سابق و مناطق ساحلی یافت می‌شوند. سیلاب زدن پلدرها نیز در گذشته به عنوان یک تاکتیک نظامی مورد استفاده قرار می‌گرفته‌است. یکی از نمونه‌ها طغیان پلدرها در امتداد رودخانه یسر در طول جنگ جهانی اول است. باز کردن دریچه‌ها در هنگام جزر و بستن آنها در هنگام جزر، پلدرها را به باتلاقی غیرقابل دسترس تبدیل کرد که به ارتش متفقین اجازه داد تا ارتش آلمان را متوقف کنند. هلند دارای منطقه وسیعی از پلدرها است: به اندازه ۲۰٪ از مساحت زمین در مقطعی در گذشته از دریا بازیابی شده‌است، بنابراین به توسعه کشور کمک می‌کند. IJsselmeer معروف‌ترین پروژه پولدر هلند است. برخی دیگر از کشورهایی که پولدر دارند عبارتند از: بنگلادش، بلژیک، کانادا و چین. چند نمونه از پروژه‌های پولدر هلندی بیمستر، Schermer, Flevopolder و نورداوست‌پلدر هستند.